# Jean-Édouard Berthoud
Pour les articles homonymes, voir Berthoud (homonymie).
Jean-Édouard Berthoud, communément appelé Jean Berthoud, né le 11 décembre 1846 à Neuchâtel et mort dans la même ville le 21 juin 1916, est une personnalité politique suisse, membre du parti radical.

## Biographie
Après avoir suivi ses études de droit à l'université de Neuchâtel, il exerce la profession d'avocat à Môtiers entre 1874 et 1880. Il retourne ensuite à Neuchâtel où il devient président du tribunal du district de Neuchâtel entre 1883 et 1896. 
Sur le plan politique, il est élu successivement au législatif de la ville de Neuchâtel en 1874, et au Grand Conseil du canton de Neuchâtel de 1874 à 1877, puis de 1889 à 1896. Conseiller d'État de 1896 à 1908, il est responsable du département de justice. Il est également élu au Conseil des États de 1883 à 1889, puis de 1896 à 1908. 

## Vie privée
Henri Berthoud a une petite fille, Denise Berthoud.

## Source
- Isabelle Jeannin-Jaquet, « Berthoud, Jean-Edouard » dans le Dictionnaire historique de la Suisse en ligne, version du 22 septembre 2004.